# Zuil van Lely

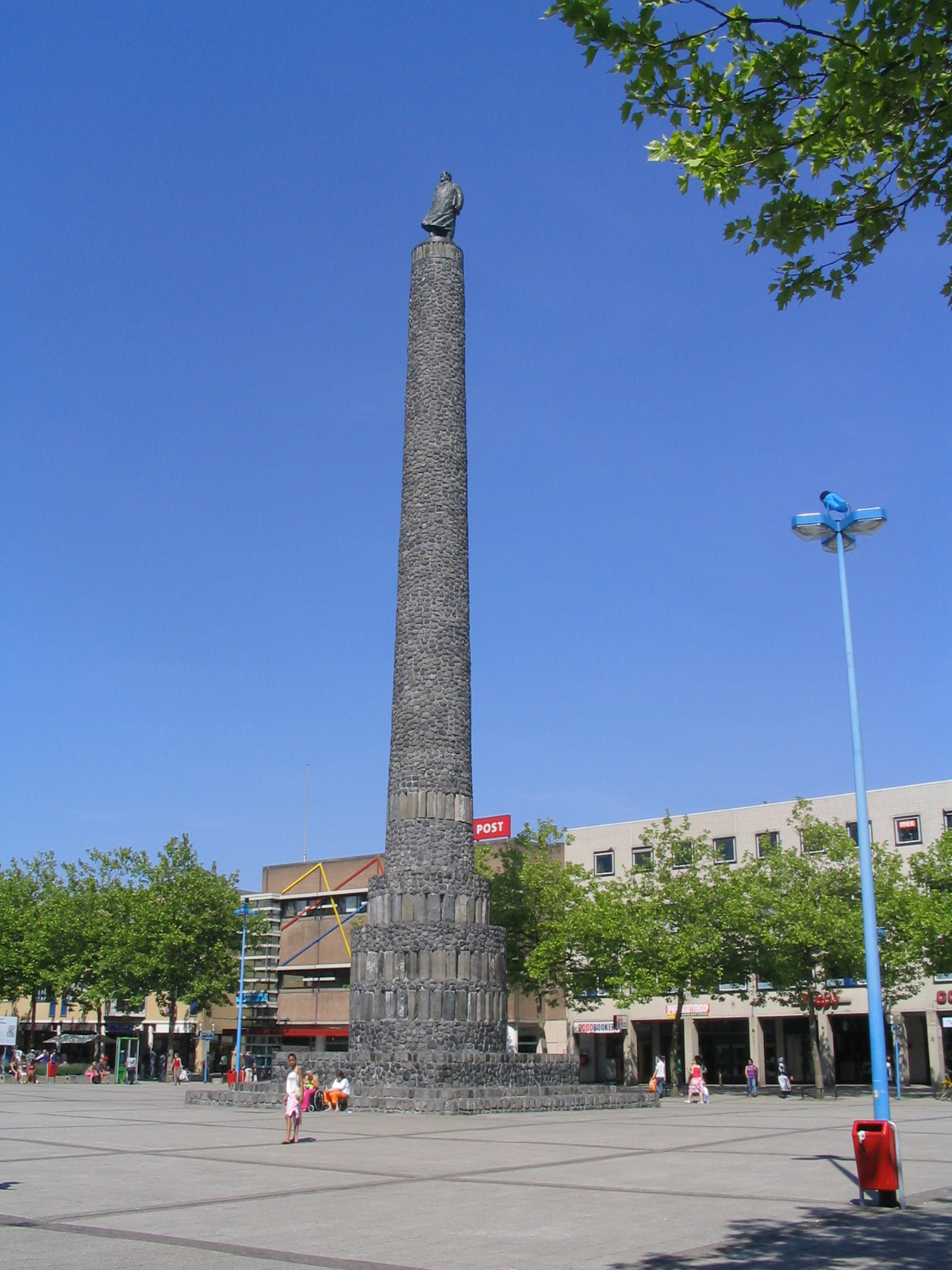
Zuil van Lely

De zuil van Lely is een kunstwerk van Hans van Houwelingen op het Stadhuisplein in het centrum van Lelystad.

## Voorgeschiedenis
Het kunstwerk maakt deel uit van het project Missing Link. Dit project omvatte onder andere het verwijderen van de betonnen bovendelen en verhoogde fietspaden in het centrum. Hierdoor kwam er meer ruimte en licht in het centrum. Het project missing link is afgerond en de stad werkt verder aan een vernieuwd stadshart. Om uiting te geven aan deze nieuwe ambitie besloot de gemeente een kunstwerk te plaatsen op het stadsplein tegenover het stadhuis.
De keuze viel op een kunstwerk van de Amsterdamse kunstenaar Hans van Houwelingen. Hij stelde een 30 meter hoge zuil voor, gemaakt uit basaltkeien. Deze basaltkeien staan symbool voor de keien waar de dijken rond de Flevopolder van zijn gemaakt. En boven op de zuil kwam een beeld van Cornelis Lely, de naamgever van de stad en de 'architect' van de Flevopolders. Dit beeld was van de hand van de kunstenaar Piet Esser. In 2002 werd het geheel onthuld.

## Nieuw beeld
Kunstenaar Piet Esser was achteraf niet tevreden met het resultaat. Gevolg was dat het beeld van de zuil af moest. Ter vervanging werd een replica van het bekende standbeeld op de Afsluitdijk van wijlen Mari Andriessen op de zuil geplaatst. In deze toestand is het beeld nu nog te bewonderen. Het beeld van Piet Esser is geplaatst aan de Lelybaan bij het Nieuw Land Erfgoedcentrum.